# Stílustanácsadás
A személyi stílustanácsadó az a személy, aki tanácsadást nyújt például az új divattrendek, az öltözködési stílusok, a viselt színek, illetve smink tekintetében.
A személyi stílustanácsadó szakma nem tévesztendő össze az ún. „stylist” szakmával, ahol a stylist feladata elsősorban, hogy menedzselje a divatfotózásokon a vezető divatmárkákat.
A személyi stílustanácsadó inkább az egyéniségre koncentrál, mint az aktuális divattrendekre. Egyre nagyobb hírnévhez jutnak a celeb-stílustanácsadók, mint például Trinny és Susannah, és a Gok Wan, mivel a nagyközönség érdeklődése kezd fokozódni a téma iránt, miután megértették, hogy a tudatos öltözködéssel alakítható ki az a stílus, amely tökéletesen illeszkedik az egyéniségükhöz. 
A személyi stílustanácsadó iránt egyre nagyobb a kereslet, mivel a nagyközönség kezdi megérteni, hogy egy egy olyan szolgáltatás, amely nem luxus, hanem inkább hasznos tapasztalat és kifizetődő befektetés önmagukba.
A személyi stílustanácsadók száma az egész világon folyamatosan növekszik. 
Angliában (és a világon mindenhol) egyre több olyan stílustanácsadó van, akik nem csak egyéneknek, hanem cégek számára is nyújtanak stílustanácsadást, hiszen például az üzleti életben is elengedhetetlen a tökéletes megjelenés. 
A stílustanácsadás során a személyi stílustanácsadó egyénre szabott tanácsadást nyújt az ügyfele részére a viselt ruhák színeit, stílusát, szabásvonalát illetően, öltözködési tippeket ad, kiegészítők tekintetében is segítséget nyújt.

## Fordítás
Ez a szócikk részben vagy egészben  a   Personal stylist című angol Wikipédia-szócikk ezen változatának fordításán alapul.  Az eredeti cikk szerkesztőit annak laptörténete sorolja fel. Ez a jelzés csupán a megfogalmazás eredetét és a szerzői jogokat jelzi, nem szolgál a cikkben szereplő információk forrásmegjelöléseként.